# ویکتور مونگیل
{{Infobox football biography
> ویکتور مونگول در تراکتور توپ میزند و شعار او در این تیم هر نه آقام خمز دسه است که به فارسی میشود هر چی آقایم پاکو خمز بگوید است
دوست عزیز ایکینجی اولویت بیدی اگر سیلوا گلمسه
| name = ویکتور مونگیل
| image =
| fullname = Víctor Mongil Adeva
| birth_date = ۲۱ ژوئیهٔ ۱۹۹۲ ‏(۳۲ سال)
| birth_place = وایادولید
| height = ۱٫۸۲ متر (۵ فوت ۱۱ ۱⁄۲ اینچ)
| position = مدافع
| currentclub = Odisha
| clubnumber = ۳
| youthyears1 =
| youthclubs1 = باشگاه فوتبال رئال وایادولید
| years1 = ۲۰۱۰–۲۰۱۲
| clubs1 = Valladolid B
| caps1 = ۵۴
| goals1 = ۳
| years2 = ۲۰۱۱–۲۰۱۲
| clubs2 = باشگاه فوتبال رئال وایادولید
| caps2 = ۷
| goals2 = ۰
| years3 = ۲۰۱۲–۲۰۱۴
| clubs3 = باشگاه فوتبال اتلتیکو مادرید بی
| caps3 = ۵۴
| goals3 = ۰
| years4 = ۲۰۱۴–۲۰۱۶
| clubs4 = Alcoyano
| caps4 = ۵۰
| goals4 = ۰
| years5 = ۲۰۱۶–۲۰۱۷
| clubs5 = Mérida
| caps5 = ۲۱
| goals5 = ۰
| years6 = ۲۰۱۷–۲۰۱۸
| clubs6 = Pontevedra
| caps6 = ۷
| goals6 = ۱
| years7 = ۲۰۱۸–۲۰۱۹
| clubs7 = Levante B
| caps7 = ۱۳
| goals7 = ۱
| years8 = ۲۰۱۹
| clubs8 = باشگاه فوتبال دینامو تفلیس
| caps8 = ۳۶
| goals8 = ۱
| years9 = ۲۰۲۰
| clubs9 = ATK
| caps9 = ۹
| goals9 = ۰
| years10 = ۲۰۲۰–۲۰۲۱
| clubs10 = باشگاه فوتبال دینامو تفلیس
| caps10 = ۲۳
| goals10 = ۰
| years11 = ۲۰۲۱–
| clubs11 = Odisha
| caps11 = ۱۸
| goals11 = ۰
| nationalyears1 = ۲۰۰۹
| nationalteam1 = تیم ملی فوتبال زیر ۱۷ سال اسپانیا
| nationalcaps1 = ۳
| nationalgoals1 = ۰
| club-update = ۱۴:۵۴, ۲۵ فوریه ۲۰۲۲ (UTC)
| nationalteam-update =
| sport = فوتبال
| nationality = اسپانیا
}}
ویکتور مونگیل (انگلیسی: Víctor Mongil؛ زادهٔ ۲۱ ژوئیهٔ ۱۹۹۲) بازیکن فوتبال اهل اسپانیا است.
از باشگاه‌هایی که در آن بازی کرده‌است می‌توان به باشگاه فوتبال رئال وایادولید و باشگاه فوتبال اتلتیکو مادرید بی اشاره کرد.
وی همچنین در تیم ملی فوتبال زیر ۱۷ سال اسپانیا بازی کرده‌است.